# 黑带尾蜂鸟
黑带尾蜂鸟（学名：Lesbia victoriae），是雨燕目蜂鸟科的一种鸟类。
黑带尾蜂鸟体重约5克，翼长约58.6毫米，嘴峰长约18.6毫米，喙宽度约2.6毫米，喙厚度约2.1毫米，跗蹠长约5.8毫米，尾长约91.8毫米。黑带尾蜂鸟在其分布区内为留鸟，其栖息在半开放的灌木丛中，食性为草食性，主要食物来源是植物的花蜜。

## 亚种
- ：分布于哥伦比亚南部和厄瓜多尔的安第斯山脉地区。
- ：分布于秘鲁北部和中部的安第斯山脉。
- ：分布于秘鲁东南部的安第斯山脉。[4]